# 桜あいり
桜 あいり（さくら あいり、1998年6月1日 - ）は、日本の元ジュニアアイドル。東京都出身。チャームに所属していた。

## 人物
- 2009年10月25日に『たっぷり 桜あいり』でデビュー。2015年8月3日に卒業した[2]。
- 趣味はパソコン[1]。
- 特技は一輪車[1]。

## 作品

### DVD・Blu-ray
1. たっぷり 桜あいり（2009年10月25日発売 アイマックス）
2. たっぷり桜あいり Part2（2009年11月25日発売 アイマックス）
3. 純真無垢 〜ホワイトレーベル〜（2011年1月25日発売 アイマックス）
4. 純真無垢 〜ホワイトレーベル〜 Part2（2011年2月25日発売 アイマックス）
5. ニーハイコレクション 〜絶対領域〜（2011年5月10日発売 アイマックス）
6. コイビト目線 あいりとふたりっきり 目線をそらすな、ボクの妹…
DVD版（2011年5月25日発売 アイマックス）
Blu-ray版（2012年3月10日発売 アイマックス）
7. コイビト目線 あいりとふたりっきり 目線をそらすな、ボクの妹… Part2（2011年7月10日発売 アイマックス）
8. 純真無垢 〜ホワイトレーベル〜 Part3（2011年7月25日発売 アイマックス）
9. ニーハイコレクション 〜絶対領域〜 Part2（2011年9月10日発売 アイマックス）
10. コイビト目線 あいりとふたりっきり 目線をそらすな、ボクの妹・・・ Part3（2011年10月25日発売 アイマックス）
11. 純真無垢 〜ホワイトレーベル〜 Part4（2011年11月10日発売 アイマックス）
12. 純真無垢 〜ホワイトレーベル〜 Part5（2012年1月15日発売 アイマックス）
13. ニーハイコレクション 〜絶対領域〜 Part3（2012年3月25日発売 アイマックス）
14. あいり日和（2012年5月25日発売 アイマックス）
15. ニーハイコレクション 〜絶対領域〜 Part4（2012年8月25日発売 アイマックス）
16. あいりの休日（2012年10月10日発売 アイマックス）
17. ニーハイコレクション 〜絶対領域〜 Part5（2012年12月22日発売 アイマックス）
18. 天真爛漫（2013年2月25日発売 アイマックス）
19. しまコレ 〜しましまコレクション〜（2013年4月10日発売 アイマックス）